# Jan Cornet
Jan Cornet Galí (ur. 24 lutego 1982 w Terrassie) – hiszpański aktor, który został nagrodzony nagrodą Goya w kategorii najlepszego aktora debiutującego za film Skóra, w której żyję.

## Filmografia
| Rok       | Tytuł                                        | Rola                 |
| --------- | -------------------------------------------- | -------------------- |
| 2005      | Noc mojego brata                             | Jaime                |
| 2005      | Motivos personales                           | Jaime Acosta Pedraza |
| 2008      | Camino                                       | Ángel Custodio       |
| 2008      | No me pidas que te bese porque te besaré     | Pol                  |
| 2009      | Crónica de una lágrima                       | Mario                |
| 2009      | Hay alguien ahí                              | Fausto Ladera        |
| 2010      | El horror de la dama del lago                | Joven de la aldea    |
| 2011      | Gdy budzą się demony                         | Ortiz                |
| 2011      | Skóra, w której żyję                         | Vicente              |
| 2011      | Buscando a Eimish                            | Roberto              |
| 2012-2013 | Statek                                       | Max Delgado          |
| 2013      | Barcelona, nit d'estiu                       | Héctor               |
| 2014      | Za garść pocałunków (Por un puñado de besos) | Darío                |
| 2014      | Perdona si te llamo amor                     | Marcelo              |
| 2015      | Remember it                                  | Eric                 |
| 2016      | Zmartwychwstały                              | Tomasz / Dydimus     |